# Papirnea, Iampil
Papirnea (în ucraineană Папірня) este un sat în comuna Șatrîșce din raionul Iampil, regiunea Sumî, Ucraina.

## Demografie
Componența lingvistică a localității Papirnea
     Ucraineană (90%)
     Rusă (10%)
Conform recensământului din 2001, majoritatea populației localității Papirnea era vorbitoare de ucraineană (90%), existând în minoritate și vorbitori de rusă (10%).